# Вдвоём
«Вдвоём» (англ. Twogether) — художественный фильм 1994 года производства США, мелодрама с элементами комедии, снятая режиссёром Эндрю Кьярамонте. Главные роли в этом фильме исполнили Бренда Бакки, Ник Кассаветис, Джереми Пивен, Джим Бивер, Том Дугэн и Дэмиэн Лондон.

## Сюжет
Фильм рассказывает историю одной любовной пары. Это калифорнийцы Эллисон Мак Кензи и Вольфганг Амадей «Джон» Мадлер, специалист по охране окружающей среды и художник. Всё действие этой истории происходит в Венеции на берегу моря.
Эллисон и Джон влюбляются, затем женятся — их ожидает медовый месяц, полный любви и секса. Затем следует беременность Эллисон — в отношениях пары остаётся любовь, но начинают возникать и разногласия. В дальнейшем следует разрыв отношений и развод.

## В ролях
- Ник Кассаветис — Вольфганг Амадей «Джон» Мадлер
- Бренда Бакки — Эллисон Мак Кензи
- Джим Бивер — Оскар
- Джереми Пивен — Арни
- Том Дугэн — Поль
- Уильям Бьюмиллер — Дональд Уолтерс
- Дженнифер Бэсси — госпожа Мак Кензи
- Стэнли Гровер — господин Мак Кензи
- Дэмиэн Лондон — Марк Саффрон
- Кристиан Бочер — Дэвид
- Томас Кникербокер — Эд Морли
- Маргарет Музе — мать Джона
- Лаурен Грэй — Беатрис Нортон
- Дебора Дриггс — Бич Бэйб / Мелисса
- Джерри Боссард — бармен

## Другие названия
- Twogether
- Вдвоём
- Apasionadamente juntos